# Sergei Pinyayev
Sergei Maksimovich Pinyayev (en russe : Сергей Максимович Пиняев), né le 2 novembre 2004 à Saratov en Russie, est un footballeur international russe. Il joue au poste d'ailier gauche au Lokomotiv Moscou.

## Biographie

### En club
Né à Saratov en Russie, Sergei Pinyayev est formé par le Tchertanovo Moscou. Il joue son premier match en professionnel le 1er août 2020, lors d'une rencontre de deuxième division russe face au FK Spartak-2 Moscou. Il entre en jeu à la place de Dmitri Molchanov (en), lors de cette rencontre perdue par son équipe (1-2).
Le 23 juillet 2021, Sergei Pinyayev rejoint le Krylia Sovetov Samara. Il signe un contrat de trois ans avec son nouveau club. Il découvre avec ce club la Premier-Liga, l'élite du football russe, jouant son premier match sous ses nouvelles couleurs dans cette compétition, le 30 juillet 2021 contre le FK Spartak Moscou. Il entre en jeu à la place de Roman Yezhov (en) et son équipe s'incline par un but à zéro. Pinyayev inscrit son premier but sous ses nouvelles couleurs le 22 septembre 2021, à l'occasion d'une rencontre de coupe de Russie face au Znamia Trouda. Titularisé ce jour-là, il se fait remarquer en réalisant même un doublé, participant à la large victoire de son équipe par dix buts à zéro. Il devient alors le plus jeune joueur à marquer deux buts dans un match de coupe de Russie, à 16 ans, 10 mois et 20 jours, battant le record précédemment détenu par Aleksandr Golovine. Le jeune ailier inscrit son premier but dans le championnat russe le 11 décembre 2021 face au FK Rubin Kazan. Buteur quelques minutes après son entrée en jeu, il participe à la victoire des siens (2-0) et devient le troisième plus jeune joueur à marquer un but dans le championnat russe après Jano Ananidze et Aleksandr Salugin (en).
Le 28 décembre 2022, Sergei Pinyayev signe en faveur du Lokomotiv Moscou pour un contrat de quatre ans.

### En sélection
Sélectionné avec l'équipe de Russie des moins de 16 ans de 2018 à 2019, Sergei Pinyayev inscrit quatre buts en six apparitions avec cette sélection.
Sergei Pinyayev représente l'équipe de Russie des moins de 17 ans pour un total de six matchs joués entre 2019 et 2020.
Sergei Pinyayev honore sa première sélection avec l'équipe nationale de Russie le 17 novembre 2022 face au Tadjikistan. Il est titularisé et les deux équipes se neutralisent (0-0 score final).